# 郊区 (保定市)
郊区，中国旧区名。
1953年由保定市设置。在今河北省保定市郊。1957年撤销，1983年复置。1987年再撤，并入南市区。